# Huqiu
Huqiu (en chino, 虎丘; pinyin, Hǔqiū; literalmente, ‘la colina del Tigre’) es un distrito urbano bajo la administración directa de la Prefectura Suzhou en la Provincia de Anhui, República Popular China.  Su área es de 332 km² y su población total para 2010 superó los 500 mil habitantes. 

## Administración
Desde julio de 2023, el  Distrito Huqiu se divide en 7 pueblos que se administran en 5 subdistritos y 2   poblados.